# Fényceruza

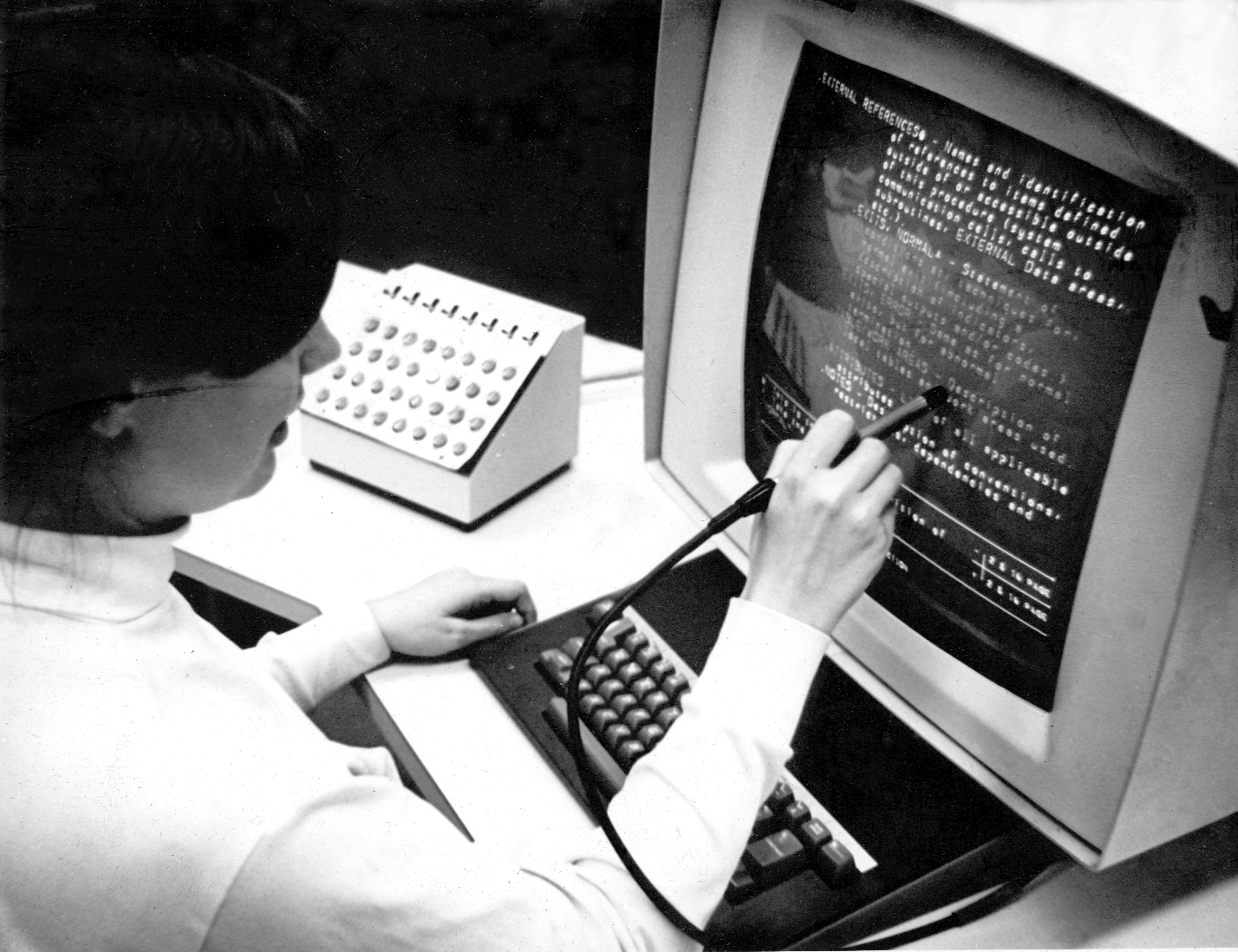

A fényceruza egy kézi mutatóeszköz számítógépekhez. 
Működési elve az, hogy a ceruza hegyében elhelyezett fényérzékelő amely fotoelektronikus cella érzékeli azt, amikor a képernyő frissítésekor rávillant. Ez az emberi szemnek nem tűnik villanásnak, mivel az érzékelésünk ehhez lassú, de az áramkör képes detektálni, hogy a villanás időpontjában az elektronsugár éppen mely pontján járt a képernyőnek. Csak katódsugárcsöves (CRT) monitorokkal vagy televízió-kal működik, LCD és folyadékkristályos eszközökkel nem. A szem nem észleli a monitor vibrálását csak ha alacsony képfrissítési rátát állítunk be. A fényceruzák számítógépes használatához sokszor kiegészítő szoftverek telepítése szükséges, mivel elég speciális és kevésbé elterjedt beviteli eszközről van szó.

## Történelem
Az első világító tollat 1955 körül hozta létre az MIT Whirlwind projektjének részeként.
Az 1960-as években a fényes tollak gyakoriak voltak az olyan grafikus terminálokon, mint az IBM 2250, és az IBM 3270 csak szöveges terminálokhoz is hozzáférhetőek voltak. A könnyed tollhasználatot 1980-as évek elején bővítették olyan zenei munkaállomásokra, mint a Fairlight CMI és a személyi számítógépek, például a BBC Micro. Az IBM PC kompatibilis CGA, HGC, és néhány EGA grafikus kártya is tartalmazott egy Tandy 1000 számítógépet, a korai Tandy 1000 számítógépet, a Thomson MO5 számítógépcsaládot, az Atari 8-bit, a Commodore 8-bit, néhány MSX számítógépek és Amstrad PCW otthoni számítógépek. Az MSX számítógépek esetében a Sanyo egy könnyű toll interfész patront készített.  Mivel a felhasználónak hosszabb ideig meg kellett tartania a karját a képernyő előtt, vagy használnia kellett egy asztalt, amely a monitort eldönti, a fénysugár nem használható általános célú bemeneti eszközként.